# Mohamed Khan
Mohamed Hamed Hassan Khan (àrab: محمد حامد حسن خان, Muḥammad Ḥāmid Ḥasan Ḫān) (el Caire, 26 d'octubre de 1942 - 26 de juliol de 2016) va ser un director de cinema, guionista i actor egipci. Va ser un membre fonamental de la «generació dels 80» al cinema egipci, juntament amb directors com Khairy Beshara, Daoud Abdel Sayed, Atef al-Tayyeb i Yousry Nasrallah. El seu principal credo estètic, en línia amb els directors de la seva generació, va ser un realisme revigoritzat que buscava la documentació directa de la vida quotidiana al Caire, més enllà de les parets de l'estudi. Khan té quatre pel·lícules a la llista de Les 100 millors pel·lícules egípcies.

## Biografia
Khan va néixer el 26 d'octubre de 1942 al Caire, Egipte, de mare italiana egípcia i pare pakistanès. Després de completar la seva educació secundària a Egipte, va estudiar a la London School of Film Technique (ara coneguda com The London International Film School) entre 1962 i 1963. Va dirigir diverses pel·lícules de 8 mm. El 1963, va tornar a Egipte i va treballar al departament de guions de la General Egyptian Film Organization. Entre 1964 i 1966, va treballar com a ajudant de direcció al Líban. Després es va traslladar de nou a Anglaterra, on va escriure el seu llibre "An Introduction to the Egyptian Cinema", publicat per Informatics rl 1969. Va editar un altre llibre titulat Outline of Czechoslovakian Cinema, que també fou publicat per Informatics el 1971.
La seva pel·lícula de 1983 The Street Player va ser presentada al 13è Festival Internacional de Cinema de Moscou. Segons un llibre publicat per Bibliotheca Alexandrina el desembre de 2007, Ahlam Hind we Kamilia (1988) de Khan és un dels 100 fites en la història del cinema egipci.
Té una filla, Nadine, directora de cinema, i un fill, Hassan, artista i músic. Es va casar dues vegades, primer amb Zeinab Khalifa, una coneguda joiera egípcia, i després amb Wessam Soliman, un guionista egípcia que va escriure tres de les seves pel·lícules: Banat Wust el-Balad (Noies de barri), Fi-Sha'et Masr el-Guedida (En un apartament d'Heliopolis) i Fatat el-Masna' (La noia de la fàbrica).

## Filmografia
- 1981: Maowid ala ashaa
- 1982: Taer ala el tariq
- 1986: Awdat muwâtin
- 1987: El Harrif
- 1987: Zawgat ragol mohim
- 1988: Ahlam Hind we Kamilia
- 1993: Mr Karate
- 2001: Ayam Sadat
- 2007: Fi shaket Masr El Gedeeda
- 2014: Fatat El Masnaa
- 2016: Qabl Zahmet El Seif